# Gmina związkowa Aar-Einrich
Gmina związkowa Aar-Einrich (niem. Verbandsgemeinde Aar-Einrich) – gmina związkowa w Niemczech, w kraju związkowym Nadrenia-Palatynat, w powiecie Rhein-Lahn. Siedziba gminy związkowej znajduje się w mieście Katzenelnbogen. Powstała 1 lipca 2019 z połączenia gminy związkowej Hahnstätten z gminą związkową Katzenelnbogen.

## Podział administracyjny
Gmina związkowa zrzesza 31 gmin, w tym jedną gminę miejską (Stadt) oraz 30 gmin wiejskich (Gemeinde):
1. Allendorf
2. Berghausen
3. Berndroth
4. Biebrich
5. Bremberg
6. Burgschwalbach
7. Dörsdorf
8. Ebertshausen
9. Eisighofen
10. Ergeshausen
11. Flacht
12. Gutenacker
13. Hahnstätten
14. Herold
15. Kaltenholzhausen
16. Katzenelnbogen, miasto
17. Klingelbach
18. Kördorf
19. Lohrheim
20. Mittelfischbach
21. Mudershausen
22. Netzbach
23. Niederneisen
24. Niedertiefenbach
25. Oberfischbach
26. Oberneisen
27. Reckenroth
28. Rettert
29. Roth
30. Schiesheim
31. Schönborn